# Église Notre-Dame de Fontet
Pour les articles homonymes, voir Église Notre-Dame.
L'église Notre-Dame est une église catholique située à Guérin, en France.

## Localisation
L'église Notre-Dame est située au hameau de Fontet, sur le territoire de la commune de Guérin, dans le département français de Lot-et-Garonne.

## Historique
L'église est inscrite au titre des monuments historiques le 30 décembre 1994.